# Condizione antiscivolo
In fluidodinamica, la condizione antiscivolo per i fluidi viscosi presuppone che, contro un limite solido, il fluido avrà velocità zero rispetto al limite stesso. 
La velocità del fluido su tutti i confini fluido-solido è uguale a quella del confine solido. Concettualmente, si può pensare alle molecole più esterne di fluido attaccate alle superfici oltre le quali scorre. Poiché la soluzione è prescritta in determinate posizioni, questo è un esempio di una condizione al contorno di Dirichlet. 

## Giustificazione fisica
Le particelle vicine a una superficie non si muovono insieme a un flusso quando l'adesione è più forte della coesione. Nell'interfaccia fluido-solido, la forza di attrazione tra le particelle fluide e le particelle solide (forze adesive) è maggiore di quella tra le particelle fluide (forze coesive). Questo squilibrio di forza porta a zero la velocità del fluido. 

## Eccezioni
Come nella maggior parte delle approssimazioni ingegneristiche, la condizione antiscivolo non è sempre valida nella realtà. Ad esempio, ad una pressione molto bassa (ad esempio, ad alta quota), anche quando l'approssimazione continua è valida, potrebbero esserci così poche molecole vicino alla superficie che "rimbalzano" lungo la superficie stessa. Un'approssimazione comune per lo scorrimento del fluido è: 
{\displaystyle u-u_{\text{parete}}=\beta {\frac {\partial u}{\partial n}}}
dove {\displaystyle n} sono le coordinate normali al muro e {\displaystyle \beta } è chiamata "lunghezza di scivolo". Per un gas ideale, la lunghezza di scivolo è spesso approssimata come {\displaystyle \beta \approx 1.15\ell }, dove {\displaystyle \ell } è il cammino libero medio. Alcune superfici altamente idrofobiche sono state osservate avere anche una lunghezza di scivolo non nulla, ma di scala nanometrica.
Mentre la condizione antiscivolo viene utilizzata quasi universalmente nella modellazione di flussi viscosi, a volte viene questa trascurata in favore della "condizione di non penetrazione" (in cui la velocità del fluido normale alla parete è impostata sulla velocità della parete in questa direzione, ma la velocità del fluido parallela alla parete è illimitata) nelle analisi elementari del flusso inviscido, in cui l'effetto degli strati limite viene trascurato. 
La condizione antiscivolo pone un problema, nella teoria del flusso viscoso, sulle linee di contatto, ovvero sui luoghi in cui un'interfaccia tra due fluidi incontra un limite solido. Qui, la condizione al contorno antiscivolo implica che la posizione della linea di contatto non si sposti, fatto che non si osserva nella realtà. L'analisi di una linea di contatto mobile con la condizione antiscivolo provoca infinite sollecitazioni che non possono esservi integrate. Si ritiene pertanto che il tasso di movimento della linea di contatto dipenda dall'angolo che la linea di contatto crea con il limite solido, ma il meccanismo dietro ciò non è ancora del tutto chiaro. 